# Partit amistós
Un partit amistós (també conegut com un partit d'exhibició) és un esdeveniment esportiu en el qual el resultat final no influeix majorment (en general el premi és diners o un regal donat per algun auspiciador). Els jocs poden ser celebrats entre dues persones, equips diferents o entre parts d'un mateix.
En els esports de grups s'usen molt aquests tipus de partits per a la preparació de grans competències que tenen per objecte familiaritzar als companys entre si i preparar-se per als pròxims partits. a més en els esports professionals són molt freqüents les pretemporada, les quals ajuden als equips decidir quins jugadors mantenir per a la temporada regular, i en el cas dels esports individuals com el billar o escacs són molt freqüents com entreteniment o per a recaptar diners per a organitzacions benèfiques.
Per a la FIFA a més existeixen els partits amistós de caràcter oficial, coneguts com a data FIFA en els quals el resultat influeix directament en l'acompliment de l'equip en la classificació mundial de la FIFA, també conegut com a rànquing FIFA.
Donada la naturalesa altament competitiva dels esports professionals, els partits "amistosos" no sempre són exemples de bona voluntat i el joc net que el terme podria suggerir.